# Melampus parvulus
Melampus parvulus är en snäckart som beskrevs av Ludwig Pfeiffer 1856. Melampus parvulus ingår i släktet Melampus och familjen dvärgsnäckor. Inga underarter finns listade i Catalogue of Life.